# Зоря (Божедарівська селищна громада)
Зоря́ — село в Україні, у Божедарівській селищній громаді Кам'янського району Дніпропетровської області.
Населення — 302 мешканця.

## Населення

### Мова
Розподіл населення за рідною мовою за даними перепису 2001 року:
| Мова       | Кількість | Відсоток |
| ---------- | --------- | -------- |
| українська | 291       | 96.36%   |
| російська  | 11        | 3.64%    |
| Усього     | 302       | 100%     |

## Географія
Село Зоря знаходиться на відстані 0,5 км від сіл Трудове, Нова Праця і Привілля, за 2,5 км від смт Божедарівка. По селу протікає пересихаючий струмок з загатою. Поруч проходять автомобільні дороги М04 (E50), Т 0432 і залізниця, станція Божедарівка за 3 км.

## Відомі люди
В селі народилася Воскобійник Галина — перший голова Фундації імені Івана Багряного (США).